# تومي وير
تومي وير (بالإنجليزية: Tommy Ware)‏ هو لاعب كرة قدم بريطاني (وحمل سابقاً جنسية المملكة المتحدة لبريطانيا العظمى وأيرلندا) في مركز حراسة المرمى، ولد في 16 أكتوبر 1885 في برستل في المملكة المتحدة، وتوفي في 1 مايو 1915 في بلجيكا. لعب مع نادي بريستول سيتي.